# Raorchestes chalazodes
Espèce
Synonymes
- Ixalus chalazodes Günther, 1876 "1875"
- Philautus chalazodes (Günther, 1876)
- Pseudophilautus chalazodes (Günther, 1876)

Statut de conservation UICN

 CR B1ab(iii)+2ab(iii) : 
En danger critique
Raorchestes chalazodes est une espèce d'amphibiens de la famille des Rhacophoridae.

## Répartition
Cette espèce est endémique du Sud de l'État du Kerala dans le sud-ouest de l'Inde et n'a plus été observée depuis.

## Description
L'holotype, une femelle, décrit par Günther, mesurait 26 mm. Son dos était vert et son ventre blanc jaunâtre légèrement marbré de vert. Le spécimen a été récolté par Richard Henry Beddome, militaire et un naturaliste britannique.

## Publication originale
- Günther, 1876 "1875" : Third report on collection of Indian reptiles obtained by British Museum. Proceedings of the Zoological Society of London, vol. 1875, p. 567-577 (texte intégral).